# Tressian
Il Tressiàn è un tipico dolce della campagna veronese a base di farina di mais.
Tale dolce è oramai di assai limitata diffusione.

## Ingredienti
- 250g di farina
- 150g di farina di mais
- 1/2 bicchiere di latte
- 3 uova
- 80g zucchero
- scorza di limone
- manciata di pinoli
- 50g canditi
- 1/2 mela
- 100g di uvetta passa
- 30g olio d'oliva
- lievito